# Zohair El Yassini
Zohair El Yassini (Utrecht, 17 november 1979) is een Nederlands voormalig politicus. Van 23 maart 2017 tot en met 5 december 2023 was hij lid van de Tweede Kamer namens de Volkspartij voor Vrijheid en Democratie (VVD). El Yassini was eerder lid van de Provinciale Staten van Utrecht (2011-2017).

## Politieke activiteiten
Op 24 oktober 2018 kwam El Yassini met collega-Kamerlid Maurits von Martels met het initiatief een eigen hitlijst samen te stellen met de favoriete nummers van Kamerleden die werd bekendgemaakt rond de Top 2000 van Radio 2.

## Overige activiteiten

### De Slimste Mens
El Yassini was tijdens de zomer van 2021 te zien als deelnemer in De Slimste Mens. Doordat hij vijf afleveringen overleefde en tweemaal 'Slimste van de dag' werd, ging hij als vijfde de finaleweek in. Hij strandde in de kwartfinale.

## Verkiezingsuitslagen
| Verkiezing                                | Partij      | Positie | Stemmen |
| ----------------------------------------- | ----------- | ------- | ------- |
| Tweede Kamerverkiezingen 2017             | VVD (lijst) | 26      | 947     |
| Gemeenteraadsverkiezingen 2018 in Utrecht | VVD         | 40      | 52      |
| Tweede Kamerverkiezingen 2021             | VVD (lijst) | 15      | 1.401   |